# Compsoneura sprucei
Compsoneura sprucei är en tvåhjärtbladig växtart som först beskrevs av A. Dc., och fick sitt nu gällande namn av Otto Warburg. Compsoneura sprucei ingår i släktet Compsoneura, och familjen Myristicaceae. Inga underarter finns listade i Catalogue of Life.